# Urakəran
Urakəran è un comune dell'Azerbaigian situato nel distretto di Yardımlı. Conta una popolazione di 962 abitanti.